# Reute (Appenzell Rhodes-Extérieures)
Pour les articles ayant des titres homophones, voir Reutte et Reute.
Reute est une commune suisse du canton d'Appenzell Rhodes-Extérieures.

## Géographie

Vue aérienne (1970)

La commune de Reute s'étend sur 4,99 km2. 

## Démographie
Reute compte 697 habitants au 31 décembre 2022 pour une densité de population de 140 hab/km2. Sur la période 2010-2019, sa population a augmenté de 6,7 % (canton : 4,6 % ; Suisse : 9,4 %).  